# Ectyphocerca aureata
Ectyphocerca aureata is een insectensoort uit de familie Anisembiidae, die tot de orde webspinners (Embioptera) behoort. 
Ectyphocerca aureata is voor het eerst wetenschappelijk beschreven door Ross in 2003.